# Enrico Eugenio Rechiedei
Enrico Eugenio Rechiedei (Salò, 4 settembre 1833 – Palermo, 28 maggio 1860) è stato un patriota italiano.

## Biografia
Il salodiano Enrico Rechiedei, figlio di Luigi, apparteneva a una famiglia di tipografi e editori. Il 5 maggio 1860 si imbarcò con la spedizione dei Mille. Animato da uno spiccato fervore combattivo, ma anche per le doti organizzative, fu scelto da Giovanni Acerbi,  al forte di Talamone, per formare l'Intendenza della Spedizione garibaldina. I suoi compagni furono Ippolito Nievo, Romeo Bozzetti e il veneziano Enrico Uziel. I quattro diventarono poi inseparabili compagni d'azione come testimoniano dei resoconti scritti di Bozzetti.
Morì a Palermo il 28 maggio 1860 assieme a Enrico Uziel, colpiti da una delle ultime cannonate, prima della resa dei napoletani.
Romeo Bozzetti fece raccogliere i corpi di Rechiedei e di Uziel e li fece seppellire nella chiesa sconsacrata dello Spasimo.
Nell'elenco ufficiale dei partecipanti all'impresa, pubblicato sulla Gazzetta Ufficiale del Regno d'Italia del 12 novembre 1878, lo si trova al numero 843.
In un brano dell'album storico su Garibaldi, intitolato:  “Garibaldi nelle Due Sicilie, ossia Guerra d'Italia nel 1860” , scritto da B. G., si narra della morte di Filippo Migliavacca ed Enrico Rechiedei in toni epici:
 “... fra i prodi che furono dal ferro nemico mietuti nelle narrate battaglie, noi ricorderemo in particolar modo Filippo Migliavacca ed Enrico Rechiedei, la morte dei quali fu da tutti udita con duolo, tanto erano per le rare della mente e del cuore virtù, nobile ornamento della Patria! Noi particolarmente li ricordiamo, essendo la loro vita un bell'esempio da porsi innanzi alla nostra italica gioventù … “ 
Una lapide, a Salò, lo ricorda.